# Osadka

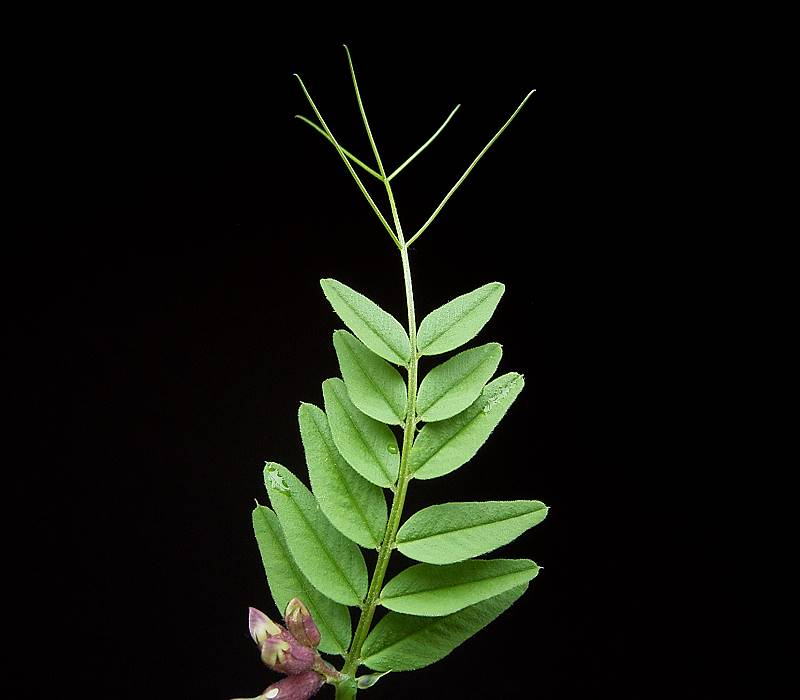
Osadka liścia wyki płotowej, z osadzonymi na niej listkami, zakończona wąsem czepnym

Osadka – termin oznaczający w botanice:
1. Część liścia złożonego stanowiąca jego oś (nerw główny, czyli główną wiązkę przewodzącą[1]), na której osadzone są poszczególne listki[2].
2. Członowana oś kłoska u traw. U jej nasady osadzone są dwie plewy, a powyżej znajdują się plewki z kwiatami wyrastającymi z ich kąta. W kłoskach wielokwiatowych osadki rozpadają się zwykle na człony po dojrzeniu owoców (ziarniaków). Pozostałości osadek przy ziarniakach stanowią istotną cechę taksonomiczną ze względu na ich stałe dla poszczególnych taksonów cechy, jak: wielkość, kształt i owłosienie[3].
3. Synonim terminu chalaza[1].